# Tjeckoslovakien i olympiska sommarspelen 1964
Tjeckoslovakien deltog med 104 deltagare vid de olympiska sommarspelen 1964 i Tokyo. Totalt vann de fem guldmedaljer, sex silvermedaljer och tre bronsmedaljer.

## Medaljer

### Guld
- Jiří Daler - Cykling, förföljelse.
- Věra Čáslavská - Gymnastik, mångkamp.
- Věra Čáslavská - Gymnastik, hopp.
- Věra Čáslavská - Gymnastik, bom.
- Hans Zdražila - Tyngdlyftning, 75 kg.

### Silver
- Jiří Kormaník - Brottning, grekisk-romersk stil, mellanvikt.
- Jan Brumovský, Ludovít Cvetler, Ján Geleta, František Knebort, Karel Knesl, Karel Lichtnégl, Vojtech Masný, Štefan Matlák, Ivan Mráz, Karel Nepomucký, Karel Zdenek Picman, František Schmucker, Anton Švajlen, Anton Urban, František Volosek, Josef Vojta och Vladimír Weiss - Fotboll.
- Josef Odložil - Friidrott, 1 500 meter.
- Ludvík Daněk - Friidrott, diskuskastning.
- Věra Čáslavská, Marianna Krajčírová, Jana Posnerová, Hana Růžičková, Jaroslava Sedláčková och Adolfína Tkačíková - Gymnastik, mångkamp.
- Milan Čuda, Bohumil Golián, Zdeněk Humhal, Petr Kop, Josef Labuda, Josef Musil, Karel Paulus, Boris Perušič, Pavel Schenk, Václav Šmídl, Josef Šorm och Ladislav Toman - Volleyboll.

### Brons
- Vladimir Andrs och Pavel Hofmann - Rodd, dubbelsculler.
- Petr Čermák, Jiří Lundák, Jan Mrvík, Július Toček, Josef Věntus, Luděk Pojezný, Bohumil Janoušek, Richard Nový och Miroslav Koníček - Rodd, åtta med styrman.
- Lubomír Nácovský - Skytte, snabbpistol.